# Незол
Незол (Незул, Незана) (*д/н — 500) — цар Аксуму до 500 року.

## Життєпис
Посів трон після Ебани, братом якого був. Дослідник Мунро-Хей висловив думку, що Незол і Незана були братами-співцарями, проте достеменно підтвердження цьому немає. Відомості про цього царя переважно містяться на його золотих і срібних монетах, де позначався як «басилевс з Божої ласки». 
Помер близько 500 року. Йому спадкував молодший брат Усана II.